# Andrés Rico
Andrés Rico García (Madrid, 13 aprile 1997) è un cestista spagnolo.